# Grand Front Osaka Owners Tower
La Grand Front Osaka Owners Tower ou Grand Front Osaka Block C (大阪駅北地区C南ブロック（よそおいのゾーン）) est un gratte-ciel résidentiel de 174 m de hauteur construit à Osaka en 2013, dans le quartier d'Umeda.
Elle fait partie du complexe appelé "Grand Front Osaka" qui comprend trois autres gratte-ciel dont le Grand Front Osaka  Tower C Intercontinental Hotel
La surface de plancher de l'immeuble est de 56 800 m2.
L'immeuble a été conçu par les sociétés Obayashi, Mitsubishi Estate Co. et Takenaka Corporation.